# Secrets of the Sun
Secrets of the Sun ist ein Jazzalbum von Sun Ra & His Solar Myth Arkestra. Die 1962 im Choreographers’ Workshop, New York City entstandenen Aufnahmen erschienen wahrscheinlich 1965 auf El Saturn Records. 2008 wurde das Album von Atavistic Records mit einem bislang unveröffentlichten 17-minütigen Bonustrack „Flight to Mars“ neu aufgelegt. 2014 wurde es von Enterplanetary Koncepts in einer restaurierten und erweiterten Fassung wiederveröffentlicht.

## Hintergrund
Secrets of the Sun war nach When Sun Comes Out (1963) das zweite Album, das der Bandleader Sun Ra nach seinem Umzug von Chicago nach New York City einspielte. Er stellte es aus Aufnahmen zusammen, die im Choreographers’ Workshop entstanden waren, einem Veranstaltungsort in der West 51st Street, der von etwa 1962 bis 1965 als Proberaum des Arkestra diente. Aufgenommen wurden die Sessions vom Arkestra-Schlagzeuger Tommy "Bugs" Hunter. Da Sun Ra und seine Arkestra-Musiker erst kürzlich nach New York gezogen waren – einige hatten beschlossen, in Chicago zu bleiben −, handelt es sich hier meist um Arkestra-Aufnahmen in kleiner Gruppe. Das Album enthält ein Arsenal an Perkussion, oft in den Händen von Arkestra-Bläsern, verstärkt durch den pochenden Bass von Ronnie Boykins, notierte Irwin Chusid. Es gebe nur wenige „Genre“-Werke auf Secrets of the Sun und viel weniger von dem, was während Sun Ras Chicagoer Phase üblicherweise als „Jazz“ bezeichnet wurde.
Bei diesen Sessions wurde eine Reihe von Stücken produziert, die (ohne feste Organisationslogik) zu den ersten kommerziellen Veröffentlichungen auf Saturn-LPs in den 1960er und 70er-Jahren wurden. Viele zu dieser Zeit unveröffentlichte Tracks erscheinen erstmals in der digitalen „Sun-tennial“-Remasters-Reihe nach 2014. Die remasterte und von Irwin Chusid sowie Michael D. Anderson restaurierte Ausgabe von 2014 enthält die Erstveröffentlichung der vollständigen dreiteiligen „Reflects Motion“-Suite und einen bisher unveröffentlichten Track von den Session-Bändern, „Project Black Mass“.
Secrets of the Sun markierte auch das Debüt (auf „Solar Differentials“) des eigenwilligen Sängers Art Jenkins, der danach sporadisch auf Saturn-Alben (und darüber hinaus) in Cameo-Rollen auftrat. Wie in John Szweds Ra-Biografie Space is the Place berichtet wird, sprach Jenkins bei Sun Ra als Rhythm-&-Blues-Sänger vor, aber der Bandleader lehnte dies ab, weil er einen Sänger wollte, der das „Unmögliche“ erreichen konnte. Jenkins stieß schließlich auf die Technik, in ein rückwärts gerichtetes Widderhorn zu singen und so einen menschlichen Wah-Wah-Effekt zu erzeugen.

## Titelliste
- Sun Ra & His Solar Arkestra: Secrets of the Sun (Saturn 9954)[3]

A1 Friendly Galaxy 4:35

A2 Solar Differentials 6:28

A3 Space Aura 5:26

B1 Love In Outer Space 4:44

B2 Reflects Motion 9:07

B3 Solar Symbols 2:42

- Sun Ra & His Solar Arkestra – Secrets of the Sun (Enterplanetary Koncepts)[4]

1. Friendly Galaxy 4:51
2. Solar Differentials 6:22
3. Space Aura 5:11
4. Love in Outer Space 4:36
5. Reflects Motion, Part One (Previously Unreleased) 3:21
6. Reflects Motion, Part Two 8:09
7. Reflects Motion, Part Three (Previously Unreleased) 2:33
8. Solar Symbols 2:37
9. Project Black Mass (zuvor unveröffentlicht) 5:07

Die Kompositionen stammen von Sun Ra.

## Die Aufnahmesessions
Das Album in seiner ursprünglichen Fassung wurde 1962 in sechs Aufnahmesessions in unterschiedlicher Besetzung eingespielt:
- Sun Ra and His Solar Arkestra: Al Evans (flh), Marshall Allen (fl), John Gilmore (bcl), Pat Patrick (fl), Calvin Newborn (guit), Sun Ra (p), Ronnie Boykins (kb), Thomas „Bugs“ Hunter (dr)

Friendly Galaxy
- Sun Ra (p, gong), Ronnie Boykins (kb), John Gilmore, Thomas „Bugs“ Hunter, (Vögelklänge-1, reverb), C. Scoby Stroman (dr), Art Jenkins (space voice)

Solar Differentials (Zwei weitere Stücke von dieser Session blieben unveröffentlicht.)
- Eddie Gale (tp), Marshall Allen (as), John Gilmore (ts), Pat Patrick (bar), Sun Ra (p), Ronnie Boykins (kb), C. Scoby Stroman (dr)

Space Aura
- John Gilmore (bcl, space drums), Marshall Allen (morrow), Sun Ra (p), Ronnie Boykins (kb) Pat Patrick (space drums), Jimmy Johnson (perc)

Love in Outer Space
- Marshall Allen (fl), John Gilmore (ts), Sun Ra (p), Ronnie Boykins (kb), Thomas „Bugs“ Hunter (perc), C. Scoby Stroman (dr)

Reflects Motion
- Sun Ra (sun harp, gong), Pat Patrick (bongo), wahrscheinlich Marshall Allen (perc), Thomas „Bugs“ Hunter (perc, reverb), John Gilmore (perc)

Solar Symbols

## Rezeption
Viele Titel von Ras Kompositionen, die lange Zeit das Markenzeichen des Bandleaders waren, würden auf Ziele jenseits der Stratosphäre der Erde verweisen, schrieb Irwin Chusid, obwohl sie paradoxerweise von Afrika inspirierte Rhythmen und Spielformen widerspiegeln. Und in dem, was ein wiederkehrendes Motiv im Milieu des Choreografers’ Workshop war, hätten die Aufnahmen selbst eine rohe Qualität, vollgestopft mit Lagerhausakustik, Verzerrungen, unregelmäßiger Mikrofonnähe und einem begrenzten Frequenzspektrum. Dies sei „Garagen-Jazz“. Sun Ras sich entwickelndes afrozentrisches Bewusstsein inspirierte viele dieser unerbittlich donnernden Grooves. Trotz des anhaltenden Stampfens sind die meisten Arrangements spärlich, weniger Instrumente in der Mischung, wobei Klavier oft als Kontrapunkt zum rhythmischen Klappern dient. Es sei weniger ein Orchester als eine erweiterte Combo. New York, die jüngste Wahlheimat des Künstlers, würden dazu dienen, die Fantasie des Komponisten zu befreien.
Sean Westergaard verlieh dem Album in Allmusic vier Sterne und schrieb, dies sei ein interessantes Übergangsalbum, weil man in einigen Stücken immer noch Echos des Chicago-Sounds heraushören könne, aber der Sound wachse über das bloße „Exotische“ hinaus, wobei Perkussion eine immer größere Rolle spielte und die Stücke beginnen, amorpher zu klingen. „The Friendly Galaxy“ habe die gleiche mysteriöse Atmosphäre wie „Ancient Aetheopia“, mit netter Trompeten- und Klavierarbeit sowie John Gilmore an der Bassklarinette (die er bei einigen Stücken spielt). Dies sei ein interessantes Album für Ra-Fans, weil es eine so kleine Band ist und zeige, wie neue Ideen in der Musik Einzug hielten, ganz zu schweigen von Gilmores Einsatz der Bassklarinette.